# クモオクサリヘビ
クモオクサリヘビ（Pseudocerastes urarachnoides）は、有鱗目クサリヘビ科ツノメクサリヘビ属に分類されるヘビ。別名クモダマシクサリヘビ、スパイダーテイルドクサリヘビ。

## 分布
イラク、イラン

## 形態
体鱗に強いキールがある。体色は灰色もしくは淡褐色で、濃褐色の斑紋が入る。
眼上板は隆起しており、角状である。尾の先端にある鱗は細長く伸び、終端は丸く膨れており、クモに似た形状になっている。種小名urarachnoidesは、ギリシャ語で「尾」を意味するuraと「クモ」を意味するarachno、「に類似した」を意味するidesに由来する。

## 分類
2006年に新種記載された。

## 生態
尾を疑似餌として用い、おびき寄せた鳥類を捕食する。パラタイプ標本の胃から鳥類が検出されている。
繁殖形態は卵生。

## 人間との関係
日本では、くさりへび科（クサリヘビ科）単位で特定動物に指定されている。